# Martin Lodge
Martin Lodge (født 1954 i Tauranga, New Zealand, død 18. december 2024) var en new zealandsk komponist, professor og lærer.
Lodge studerede musik og engelsk litteratur på University of Wellington, og levede derefter som freelance komponist og lærer til han blev tilbudt en ledende stilling på Waikato Musikkonservatorium (1995), hvor han siden blev professor i komposition.
Han har skrevet en symfoni, kammermusik, orkesterværker, solostykker for mange instrumenter etc.
Lodge er kendt for sin eklektiske og individuelle kompositions stil.

## Udvalgte værker
- Symfoni nr. 1 "Blomster fra havet" - for orkester
- "Hinterland" - for orkester
- "Hau" - for cello, strygeorkester og traditionelle Maori instrumenter